# Poecile atricapillus
Poecile atricapillus е вид птица от семейство Синигерови (Paridae).